# McKenzie Browne
McKenzie Browne (12 september 1995, Allentown) is een Amerikaanse langebaanschaatsster. Voor de overstap naar het ijs won Browne 13 Amerikaanse titels met skeeleren. 

## Records

### Persoonlijke records
| Afstand    | Tijd    | Datum            | Baan           |
| ---------- | ------- | ---------------- | -------------- |
| 500 meter  | 38,64   | 15 oktober 2022  | Salt Lake City |
| 1000 meter | 1.17,32 | 22 oktober 2022  | Salt Lake City |
| 1500 meter | 2.08,10 | 5 september 2021 | Salt Lake City |

(laatst bijgewerkt: 21 maart 2023)

## Resultaten
| Jaar | WK Afstanden          |
| ---- | --------------------- |
| 2023 | 21e 500m · teamsprint |